# Publio Orfidio Seneción
Publio Orfidio Seneción (en latín: Publius Orfidius Senecio) fue un senador romano que vivió en el siglo II, y desarrolló su cursus honorum bajo los reinados de Adriano, Antonino Pío, y Marco Aurelio.

## Carrera
Los Fasti Ostienses, demuestran que Seneción  fue cónsul sufecto en el año 148 junto con Lucio Celio Festo; los dos tomaron posesión el 1 de julio de ese mismo año.